# Obiectivul de Dezvoltare Durabilă 5 al Uniunii Europene
ODD 5 - Egalitatea de gen urmărește atingerea egalității de gen prin eliminarea tuturor formelor de discriminare, a violenței și oricăror practici dăunătoare la adresa femeilor și fetelor în sfera publică și privată. De asemenea, monitorizează participarea deplină a femeilor și șanse egale de conducere la toate nivelurile de luare a deciziilor politice și economice.
Înlăturarea tuturor formelor de discriminare la adresa femeilor și fetelor și împuternicirea femeilor sunt esențiale pentru accelerarea dezvoltării durabile în UE. Astfel, monitorizarea ODD 5 în contextul UE se concentrează pe temele violenței bazate pe gen, accesului la educație de calitate, participării la angajare, plății egale și reprezentării echilibrate în pozițiile de conducere. Pe parcursul perioadei de cinci ani evaluate, UE a făcut progrese puternice în majoritatea acestor domenii. Decalajele de gen pentru anumiți indicatori ai pieței muncii s-au redus, chiar dacă vor fi necesare progrese mai puternice pentru a atinge obiectivul pentru 2030 de reducere la jumătate a decalajului de gen în ceea ce privește ocuparea forței de muncă. În plus, în UE a crescut ponderea femeilor care ocupă funcții de conducere, dar diferențele dintre femei și bărbați rămân departe de paritate. Situația se inversează în domeniul participării la educație. În timp ce diferența de gen în ceea ce privește abandonul educațional timpuriu se reduce, bărbații continuă să rămână în urma femeilor în ceea ce privește studiile terțiare.

## Indicatori care măsoară progresul către ODD5, UE
| Indicator                                                                        | Perioadă                                                                       | Rata anuală de creștere                                                        | Tendință                                                                       | Observații      |
| Violența de gen                                                                  | Violența de gen                                                                | Violența de gen                                                                | Violența de gen                                                                | Violența de gen |
| -------------------------------------------------------------------------------- | ------------------------------------------------------------------------------ | ------------------------------------------------------------------------------ | ------------------------------------------------------------------------------ | --------------- |
| Violența fizică și sexuală asupra femeilor                                       | evaluarea nu este posibilă din cauza lipsei unor serii temporale la nivelul UE | evaluarea nu este posibilă din cauza lipsei unor serii temporale la nivelul UE | evaluarea nu este posibilă din cauza lipsei unor serii temporale la nivelul UE | ODD 5           |
| Educația                                                                         |                                                                                |                                                                                |                                                                                |                 |
| Decalajul de gen al celor care abandonează timpuriu educația și formarea[*]      | 2007–2022                                                                      | -2,5%                                                                          | ▲                                                                              | ODD 5           |
| Decalajul de gen al celor care abandonează timpuriu educația și formarea[*]      | 2017–2022                                                                      | -0,6%                                                                          | ▲                                                                              | ODD 5           |
| Decalajul de gen în privința studiilor superioare[*]                             | 2007–2022                                                                      | 2,5%[1]                                                                        | ▼                                                                              | ODD 5           |
| Decalajul de gen în privința studiilor superioare[*]                             | 2017–2022                                                                      | 0,2%[1]                                                                        | ▼                                                                              | ODD 5           |
| Ocuparea forței de muncă                                                         |                                                                                |                                                                                |                                                                                |                 |
| Decalajul de gen la angajare                                                     | 2009–2022                                                                      | constatat: –1,7%[1]                                                            | ▼                                                                              | ODD 5           |
| Decalajul de gen la angajare                                                     | 2009–2022                                                                      | necesar: –4,1%[1]                                                              | ▼                                                                              | ODD 5           |
| Decalajul de gen la angajare                                                     | 2017–2022                                                                      | constatat: –1,1%                                                               | ▼                                                                              | ODD 5           |
| Decalajul de gen la angajare                                                     | 2017–2022                                                                      | necesar: –5,3%                                                                 | ▼                                                                              | ODD 5           |
| Diferența de remunerare între femei și bărbați în formă neajustată               | 2010–2021                                                                      | –2,0%                                                                          | ▲                                                                              | ODD 5           |
| Diferența de remunerare între femei și bărbați în formă neajustată               | 2016–2021                                                                      | –3,4%                                                                          | ▲                                                                              | ODD 5           |
| Diferența de gen pentru populația inactivă din cauza responsabilităților casnice | 2007–2022                                                                      | –2,7%                                                                          | ▲                                                                              | ODD 5           |
| Diferența de gen pentru populația inactivă din cauza responsabilităților casnice | 2017–2022                                                                      | –4,4%                                                                          | ▲                                                                              | ODD 5           |
| Funcții de conducere                                                             |                                                                                |                                                                                |                                                                                |                 |
| Locuri deținute de femei în parlamentele naționale                               | 2007–2022                                                                      | 2,3%                                                                           | ▲                                                                              | ODD 5           |
| Locuri deținute de femei în parlamentele naționale                               | 2017–2022                                                                      | 1,6%                                                                           | ▲                                                                              | ODD 5           |
| Funcții ocupate de femei în consilii de administrație                            | 2007–2022                                                                      | 7,9%                                                                           | ▲                                                                              | ODD 5           |
| Funcții ocupate de femei în consilii de administrație                            | 2017–2022                                                                      | 5,1%                                                                           | ▲                                                                              | ODD 5           |

Note:

Pentru indicatorii fără țintă sunt prezentate ratele de creștere constatate pe perioadele specificate. Pentru indicatorii cu o țintă UE cuantificată (), sunt prezentate atât ratele de creștere constatate, cât și ratele de creștere care ar fi fost necesare în perioadele specificate pentru îndeplinirea obiectivului

[*] indicator multifuncțional

[1] Decalajul de gen a crescut în dezavantajul bărbaților

## Prezentare generală

### Violența de gen
Violența pe gen este o formă brutală de discriminare și o încălcare a drepturilor fundamentale ale omului. Este atât o cauză, cât și o consecință a inegalităților dintre femei și bărbați. Violența fizică și sexuală împotriva femeilor le afectează sănătatea și bunăstarea. În plus, poate împiedica accesul femeilor la ocuparea anumitor locuri de muncă și poate afecta independența lor financiară și economia în general.
Una din trei femei din Europa a suferit o formă de violență fizică și/sau sexuală după vârsta de 15 ani
În 2012, un sondaj al Agenției pentru Drepturi Fundamentale a Uniunii Europene (FRA) a arătat că 8% dintre femeile din UE au suferit o formă de violență fizică și/sau sexuală din partea unui partener sau non-partener în cele 12 luni anterioare interviului. Femeile mai tinere au fost mai predispuse să raporteze că au fost supuse violenței, 12% dintre femeile cu vârsta cuprinsă între 18 și 29 de ani au fost victime ale violenței fizice sau sexuale în cele 12 luni anterioare interviului, în timp ce 5% dintre femeile cu vârsta cuprinsă între 50 și 59 de ani au fost afectate. Pe o perioadă mai lungă de timp, fiecare a treia femeie (33%) din UE a declarat că a suferit o formă de violență fizică sau sexuală de la vârsta de 15 ani, în cadrul sondajului FRA din 2012.
În 2022, Eurostat a publicat primele rezultate ale unui nou sondaj UE privind violența de gen la adresa femeilor. Deși eșantionul complet al acestei noi colectări de date nu este încă disponibil, datele publicate pentru primul lot de țări arată că, în Franța, Austria și Țările de Jos, mai mult de o treime dintre femei au suferit o formă de violență fizică sau sexuală în timpul maturității, cu cea mai mare pondere de peste 40% în Țările de Jos. Femeile cu dizabilități sunt și mai susceptibile de a fi victime ale violenței fizice și/sau sexuale, cu o rată de două până la cinci ori mai mare decât rata femeilor fără dizabilități.
Datele din statisticile oficiale privind omuciderea intenționată și infracțiunile sexuale arată că femeile sunt mult mai probabil să fie victimele unor astfel de infracțiuni decât bărbații. În 2020, 49 din 100.000 de femei au fost victime ale agresiunii sexuale, iar 28 din 100.000 de femei au fost victime ale violului. Ratele au fost semnificativ mai mici pentru bărbați, cu 9 din 100.000 bărbați pentru agresiune sexuală și 3 din 100.000 bărbați pentru viol. În plus, femeile sunt de aproximativ două ori mai probabil decât bărbații să fie victime ale omuciderii intenționate din partea familiei și rudelor sau a partenerului. În 2020, 0,4 din 100.000 de femei au fost victime ale unei astfel de omucideri, comparativ cu doar 0,2 la 100.000 de bărbați. În Europa de Vest, acest tip de omucidere a crescut considerabil în timpul pandemiei.
Prevalența violenței variază foarte mult în UE. Cu toate acestea, este necesară prudență atunci când se compară statisticile oficiale ale țărilor privind criminalitatea. Comparabilitatea lor poate fi afectată, de exemplu, de diferențele între sistemele de justiție juridică și penală sau de drept penal și definițiile legale, cum ar fi cele referitoare la infractori, victime sau vârsta de urmărire penală. De asemenea, aspecte precum organizarea și eficiența poliției, procuraturii și instanțelor sau sistemele de înregistrare și raportare contribuie la diferențele dintre țări. Limitările comparabilității includ, de asemenea, stigmatizarea asociată cu dezvăluirea cazurilor de violență la adresa femeilor în anumite situații și anumitor persoane, inclusiv intervievatorilor. În plus, statele membre care se situează cel mai bine în ceea ce privește egalitatea de gen tind să raporteze o prevalență mai mare a violenței împotriva femeilor. Acest lucru poate indica o mai mare conștientizare și disponibilitate a femeilor din aceste țări de a raporta violența poliției sau unui intervievator.

### Educația
Educația reprezintă o forță motrice pentru schimbarea socială și o condiție pentru asigurarea drepturilor fundamentale ale omului. De asemenea, dotarea oamenilor cu competențele potrivite le permite să găsească locuri de muncă de calitate și să-și îmbunătățească șansele în viață și astfel să combată riscurile de excluziune socială. Independența economică facilitează, de asemenea, rezolvarea unor situații dificile, cum ar fi părăsirea unei case în care există violență. În educație și formare, este important să se elimine stereotipurile de gen și să se promoveze echilibrul de gen în domeniile tradițional „masculine” sau „feminine”. În general, accesul egal la educație și formare de calitate este o bază importantă pentru egalitatea de gen și un element esențial al dezvoltării durabile.
Femeile tinere depășesc bărbații în ceea ce privește educația
În general, femeile tind să aibă performanțe mai bune decât bărbații în privința abandonului timpuriu de la educație și formare în UE. În 2022, 11,1% dintre bărbați și 8,0% dintre femeile cu vârsta cuprinsă între 18 și 24 de ani au abandonat educația și formarea, adică au absolvit cel mult studii medii inferioare, fără a continua studiile și formarea. Deși acest decalaj s-a redus între 2002 și 2016, a crescut din nou în următorii patru ani. Din 2020, rata de abandon timpuriu al femeilor a stagnat la 8,0%, în timp ce rata bărbaților a scăzut cu 0,8 puncte procentuale. Ca urmare, decalajul de gen în 2022 a fost ușor sub valoarea înregistrată cu cinci ani mai devreme, dar a rămas ridicat, la 3,1 puncte procentuale.
O expansiune majoră a unităților de învățământ superior a avut loc în UE de la începutul anilor 2000, când procesul Bologna a pus în mișcare o serie de reforme pentru a face învățământul superior european mai compatibil, comparabil, competitiv și mai atractiv pentru studenți. Drept urmare, ponderea populației cu vârste cuprinse între 25 și 34 de ani care a absolvit studiile terțiare a crescut constant între 2002 și 2022. Creșterea a fost deosebit de puternică pentru femei, a căror rată de studii superioare a crescut de la 25,3% în 2002 la 47,6% în 2022. Pentru bărbați, creșterea a fost mai lentă, de la 21,0% la 36,5%, ceea ce a făcut ca diferența de gen să crească de la 4,3 puncte procentuale la 11,1 puncte procentuale între 2002 și 2022.

### Ocuparea forței de muncă
Asigurarea unor rate ridicate de ocupare atât pentru bărbați, cât și pentru femei este unul dintre obiectivele cheie ale UE. Reducerea decalajului mare la angajare între femei și bărbați, care măsoară diferența dintre ratele de ocupare a forței de muncă între bărbați și femei cu vârsta cuprinsă între 20 și 64 de ani, este importantă pentru egalitate și o economie durabilă. În consecință, Planul de acțiune pentru Pilonul european al drepturilor sociale include obiectivul de a cel puțin înjumătăți decalajului de gen în ceea ce privește ocuparea forței de muncă până în 2030, comparativ cu 2019.
Femeile tind să fie mai educate decât bărbații în majoritatea țărilor UE. În ciuda acestui fapt, femeile sunt încă plătite mai puțin, așa cum demonstrează diferența persistentă de remunerare între femei și bărbați. Femeile din UE sunt suprareprezentate în sectoarele slab plătite și subreprezentate în sectoarele bine plătite. Din cauza diferenței de remunerare între femei și bărbați și a vieții profesionale întrerupte și mai scurte, femeile câștigă mai puțin pe parcursul vieții decât bărbații. Corelația dintre rata mai scăzută de ocupare a femeilor și responsabilitățile de îngrijire casnică agravează riscul de sărăcie și excluziune socială al femeilor, în special la o vârstă înaintată, deoarece diferențele de ocupare și de salarizare influențează în mare măsură diferența de pensii între femei și bărbați.
Pentru femei, șansele de a fi angajate sunt mai mici, iar obiectivul UE de reducere la jumătate a decalajului la angajare între femei și bărbați până în 2030 este încă departe
Ratele de ocupare a forței de muncă în cazul femeilor sunt un indiciu al obiceiurilor sociale ale unei țări, al atitudinilor față de femei în muncă și al structurilor familiale în general. Responsabilitățile legate de calitatea parentală și de îngrijire casnică, accesul limitat la un sistem de îngrijire de calitate a copiilor și dezavantajele financiare în participarea pe piața muncii au un impact negativ asupra decalajului de gen în materie de ocupare a forței de muncă.
În UE, rata de ocupare a femeilor a crescut de la 60,6% în 2009 la 69,3% în 2022. Pentru bărbați, rata a început de la o valoare mai mare și a crescut mai lent, de la 74,0% în 2009 la 80,0% în 2022 (vezi ODD 8 „Muncă decentă și creștere economică” pentru analize mai detaliate privind ratele de ocupare). Ca urmare, decalajul de gen în muncă s-a redus cu 2,7 puncte procentuale între 2009 și 2022. Cea mai mare parte a acestei reduceri a avut loc în perioada premergătoare anului 2014, decalajul rămânând la puțin peste 11 puncte procentuale până în 2020 și scăzând în continuare în următorii doi ani. Deși scăderea la 10,7 puncte procentuale în 2022 reprezintă un nou minim, înseamnă, de asemenea, că proporția bărbaților în vârstă de muncă ocupați o depășește considerabil pe cea a femeilor. În plus, decalajul nu se micșorează suficient de repede pentru ca UE să își atingă obiectivul pentru 2030 de a reduce cel puțin la jumătate decalajul de gen în ceea ce privește ocuparea forței de muncă față de 2019. Îndeplinirea acestui obiectiv ar necesita ca diferența dintre ratele de ocupare a bărbaților și femeilor să fie redusă la 5,6 puncte procentuale sau mai puțin.
O analiză în funcție de gradul de urbanizare arată o variație a decalajului de gen între municipii, orașe și suburbii și zonele rurale. În 2022, decalajul a fost cel mai mic în municipii, de 8,9 puncte procentuale, în timp ce s-a ridicat la 11,8 puncte procentuale în mediul rural și la 12,1 puncte procentuale în orașe și suburbii.
Există, de asemenea, o diferență clară între femeile și bărbații angajați cu vârste cuprinse între 20 și 64 de ani referitor la rata de lucru cu fracțiune de normă. În 2022, 27,8% dintre femeile din această grupă de vârstă lucrau cu fracțiune de normă, față de doar 7,6% dintre bărbați. Această diferență a dus la un decalaj de gen de 20,2 puncte procentuale pentru angajarea cu fracțiune de normă. Responsabilitățile de îngrijire a copiilor sau adulților cu dizabilități au fost un motiv principal pentru acest decalaj. În 2022, 27,1% dintre femeile care lucrau cu fracțiune de normă au raportat că responsabilitățile de îngrijire sunt principalul motiv pentru această opțiune, comparativ cu doar 6,3% pentru bărbați. Decalajul de gen pentru persoanele angajate cu contracte temporare a fost mult mai puțin pronunțat, de 2,5 puncte procentuale în 2022 (12,4% dintre femei și 9,9% dintre bărbați).
Pandemia de COVID-19 a evidențiat și mai mult provocările în curs legate de participarea femeilor pe piața muncii. Potrivit Raportului comun de ocupare a forței de muncă 2022, nu există dovezi ale unui impact negativ mai puternic asupra ratelor de ocupare a femeilor în comparație cu bărbații, dar femeile au înregistrat o scădere mai abruptă a orelor de lucru față de bărbați în perioadele de izolare. Motivele din spatele acestor evoluții pot fi diferențele de reprezentare a femeilor și bărbaților în sectoarele și ocupațiile afectate de criză, dar și în diferențele de gen în ceea ce privește munca de acasă și faptul că femeile și-au asumat ponderea mai mare a responsabilităților de îngrijire. În plus, femeile singure cu copii au înregistrat pierderi mai mari ale locurilor de muncă în timpul pandemiei decât cele fără copii. Acest lucru subliniază importanța serviciilor de îngrijire a copiilor și de îngrijire pe termen lung pentru a crește participarea femeilor pe piața muncii.
Diferența de remunerare între femei și bărbați a scăzut în ultimii ani, dar rămâne considerabilă
Femeile nu numai că au rate de angajare mai mici decât bărbații, ci tind și să câștige mai puțin. Între 2016 și 2021, diferența de remunerare între femei și bărbați s-a redus cu 2,4 puncte procentuale în UE. Cu toate acestea, în 2021, câștigurile orare brute ale femeilor din UE erau încă în medie cu 12,7% sub cele ale bărbaților.
Există diverse motive pentru existența și dimensiunea diferenței de remunerare între femei și bărbați. O parte a diferențelor de câștiguri dintre bărbați și femei poate fi explicată de „segregarea sectorială de gen”, ceea ce înseamnă că femeile tind să fie concentrate în sectoarele economice slab plătite, cum ar fi educația și sănătatea, în timp ce bărbații tind să lucreze mai mult în sectorul financiar și IT. În mod similar, „segregarea ocupațională de gen” poate explica, de asemenea, diferența de câștiguri între bărbați și femei, deoarece bărbații sunt mai susceptibili de a fi promovați în funcții de supraveghere și conducere decât femeile din cauza discriminării sau a auto-constrângerii.
Termenul „tavan de sticlă” este de obicei folosit ca o metaforă pentru a descrie o barieră invizibilă care împiedică femeile să se ridice dincolo de un anumit nivel în organigrama unei întreprinderi. Mai mult decât atât, inegalitățile cu care se confruntă femeile în obținerea accesului la muncă, progresul în carieră și primirea de recompense, împreună cu consecințele întreruperilor în carieră sau a muncii cu fracțiune de normă din cauza responsabilităților de îngrijire, segregarea pe piața muncii, sancționarea parentală și stereotipurile despre rolurile bărbaților și femeilor sunt în mod inevitabil legate de diferența persistentă de remunerare dintre femei și bărbați.
Mai multe femei decât bărbați sunt în afara forței de muncă din cauza responsabilităților casnice
Femeile încă tind să-și asume o parte mai mare a responsabilităților de îngrijire a copiilor și a altor membri ai familiei. În 2022, 0,9% din populația totală (cu vârste între 20 și 64 de ani) se afla în afara forței de muncă din cauza responsabilităților de îngrijire, ceea ce poate fi atribuit lipsei de servicii de îngrijire formale disponibile, accesibile și de calitate, în special pentru copii. Prin comparație, 1,5% dintre femei erau inactive din punct de vedere economic din cauza responsabilităților de îngrijire în 2022, ceea ce a reprezentat de cinci ori mai mult decât rata de 0,3% pentru bărbați. Acest lucru a dus la o diferență de gen de 1,2 puncte procentuale. Rata generală de inactivitate din cauza responsabilităților de îngrijire a stagnat la aproximativ 1,0% din 2017. Pentru femei, rata a scăzut cu 0,3 puncte procentuale, în timp ce ponderea bărbaților care se află în afara forței de muncă din cauza responsabilităților de îngrijire a rămas la 0,3% în ultimii cinci ani. Ca urmare, decalajul de gen s-a redus cu 0,3 puncte procentuale din 2017.

### Funcții de conducere
Rolurile tradiționale de gen, lipsa sprijinului pentru a permite femeilor și bărbaților să echilibreze responsabilitățile de îngrijire cu munca și culturile politice și corporative sunt câteva dintre motivele pentru care femeile sunt subreprezentate în procesele de luare a deciziilor. Promovarea egalității între femei și bărbați în acest domeniu este una dintre prioritățile pe care UE le-a stabilit pentru realizarea egalității de gen.
Creșterea ponderii locurilor deținute de femei în parlamentele naționale a stagnat în 2022
Femeile dețineau 32,5% din mandatele în parlamentele naționale din UE în 2022. Această pondere a crescut constant între 2003 și 2021, dar a cunoscut o scădere în 2022, comparativ cu vârful din 2021 de 33,1%. În timp ce diferențele dintre statele membre variază foarte mult, de la 46,4% locuri deținute de femei în Suedia la 13,1% în Ungaria, nu a existat o țară din UE în 2022 în care femeile să dețină cele mai multe locuri.
La această subreprezentare contribuie faptul că femeile devin rareori lideri ai partidelor politice majore, care sunt esențiale în formarea viitorilor lideri politici. Un alt factor este că normele și așteptările de gen reduc numărul de candidați de sex feminin pentru selecția ca reprezentanți electorali. Ponderea femeilor membre ale guvernului (miniștri) în UE a fost încă mai mică decât cea a bărbaților, de 33,9% în 2022, deși aceasta a fost o creștere cu 11,3 puncte procentuale de la 22,6% în 2003. Numărul femeilor șefi de guvern în țările UE a înregistrat o creștere. În 2022, au fost în medie șase femei șef de guvern, comparativ cu niciuna în 2003. Pentru toată perioada 2003-2022, cea mai mare pondere a femeilor șef de guvern a fost observată în 2022, cu 22,2%, ceea ce înseamnă că nu au fost niciodată mai mult de șase femei în această funcție executivă în același timp.
În 2022, aproape o treime din membrii consiliilor de administrație ai celor mai mari companii listate erau femei
Femeile dețineau 32,2% din funcțiile în consiliul de administrație în cele mai mari companii listate în 2022. Acest nivel de reprezentare a fost atins după o creștere constantă de 24,0 puncte procentuale din 2003. Cu toate acestea, cifrele demonstrează că majoritatea clară a membrilor consiliului de administrație ai celor mai mari companii listate sunt încă bărbați. Totuși, datele oferă dovezi ale impactului pozitiv al acțiunii legislative asupra problemei reprezentării femeilor în consiliile de administrație.

## Prezentarea principalilor indicatori

### Violența fizică și sexuală asupra femeilor

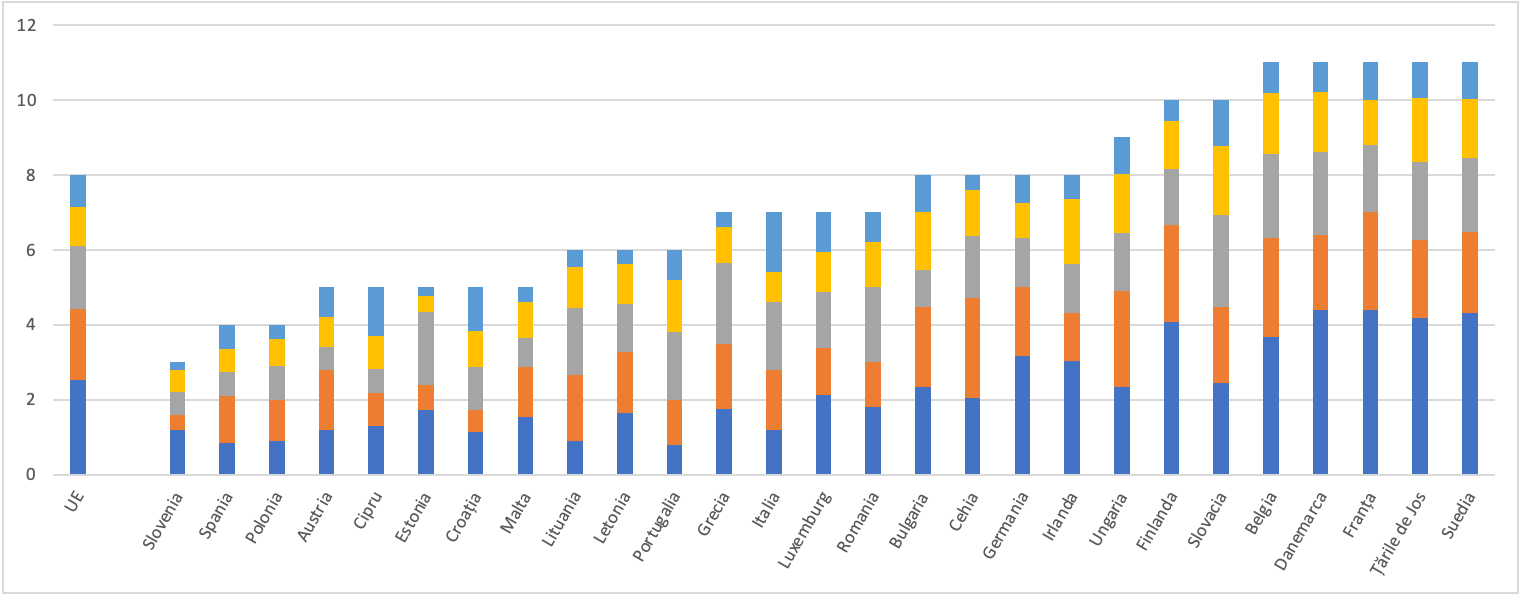
Date din 2012
18-29 ani
30-39 ani
40-49 ani
50-59 ani
+60 ani
Sursa: Eurostat (online data code: sdg_05_10)

Acest indicator se bazează pe rezultatele unui sondaj realizat în anul 2012 de Agenția pentru Drepturi Fundamentale a Uniunii Europene (FRA). Femeile au fost întrebate dacă au suferit o formă de violență fizică și/sau sexuală în cele 12 luni anterioare interviului.
| Loc | Țară              | 15-74 ani (total) | 18-29 ani | 30-39 ani | 40-49 ani | 50-59 ani | +60 ani |
|     |                   |                   |           |           |           |           |         |
| --- | ----------------- | ----------------- | --------- | --------- | --------- | --------- | ------- |
| -   | Uniunea Europeană | 8                 | 12        | 9         | 8         | 5         | 4       |
| 1   | Slovenia          | 3                 | 6         | 2         | 3         | 3         | 1       |
| 2   | Spania            | 4                 | 4         | 6         | 3         | 3         | 3       |
| 3   | Polonia           | 4                 | 5         | 6         | 5         | 4         | 2       |
| 4   | Austria           | 5                 | 6         | 8         | 3         | 4         | 4       |
| 5   | Cipru             | 5                 | 6         | 4         | 3         | 4         | 6       |
| 6   | Estonia           | 5                 | 8         | 3         | 9         | 2         | 1       |
| 7   | Croația           | 5                 | 6         | 3         | 6         | 5         | 6       |
| 8   | Malta             | 5                 | 8         | 7         | 4         | 5         | 2       |
| 9   | Lituania          | 6                 | 4         | 8         | 8         | 5         | 2       |
| 10  | Letonia           | 6                 | 9         | 9         | 7         | 6         | 2       |
| 11  | Portugalia        | 6                 | 4         | 6         | 9         | 7         | 4       |
| 12  | Grecia            | 7                 | 9         | 9         | 11        | 5         | 2       |
| 13  | Italia            | 7                 | 6         | 8         | 9         | 4         | 8       |
| 14  | Luxemburg         | 7                 | 10        | 6         | 7         | 5         | 5       |
| 15  | România           | 7                 | 9         | 6         | 10        | 6         | 4       |
| 16  | Bulgaria          | 8                 | 12        | 11        | 5         | 8         | 5       |
| 17  | Cehia             | 8                 | 10        | 13        | 8         | 6         | 2       |
| 18  | Germania          | 8                 | 17        | 10        | 7         | 5         | 4       |
| 19  | Irlanda           | 8                 | 14        | 6         | 6         | 8         | 3       |
| 20  | Ungaria           | 9                 | 12        | 13        | 8         | 8         | 5       |
| 21  | Finlanda          | 10                | 22        | 14        | 8         | 7         | 3       |
| 22  | Slovacia          | 10                | 12        | 10        | 12        | 9         | 6       |
| 23  | Belgia            | 11                | 18        | 13        | 11        | 8         | 4       |
| 24  | Danemarca         | 11                | 22        | 10        | 11        | 8         | 4       |
| 25  | Franța            | 11                | 22        | 13        | 9         | 6         | 5       |
| 26  | Țările de Jos     | 11                | 22        | 11        | 11        | 9         | 5       |
| 27  | Suedia            | 11                | 22        | 11        | 10        | 8         | 5       |

Sursa: Eurostat (online data code: sdg_05_10)

### Decalajul de gen la angajare

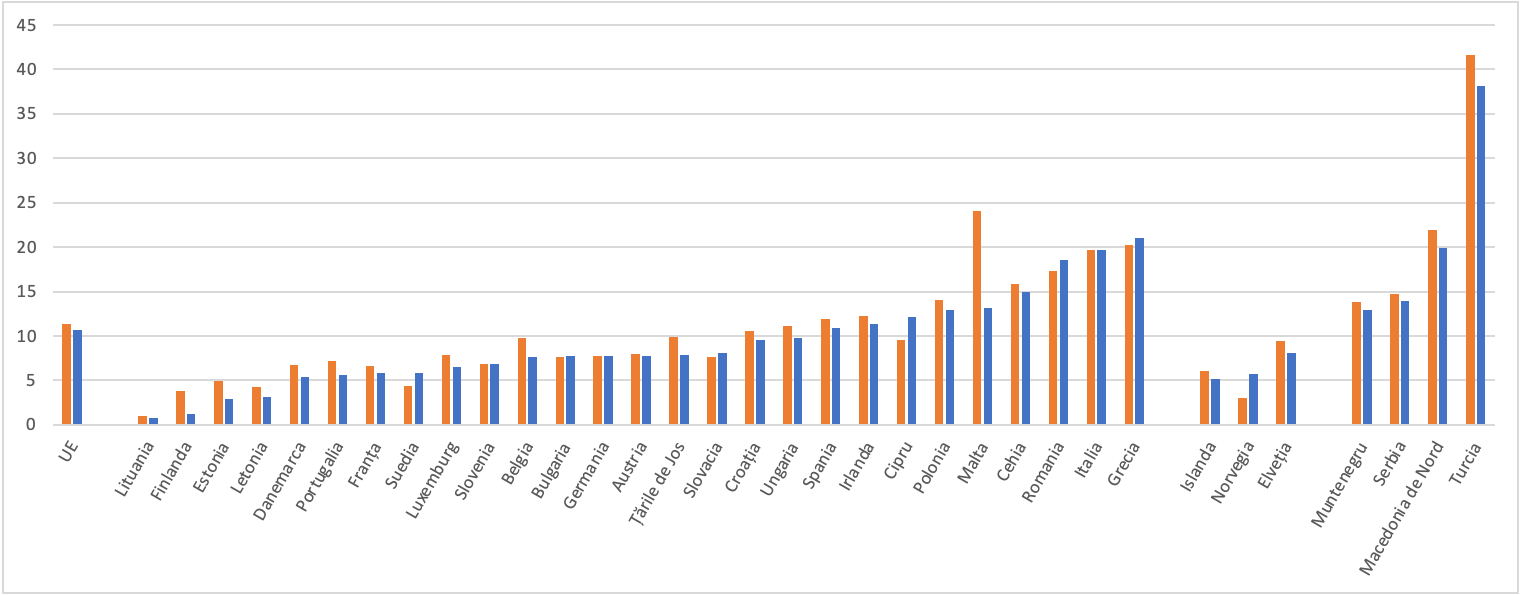
2017
2022
Sursa: Eurostat (online data code: sdg_05_30)

Decalajul de gen la angajare sau diferența de ocupare a forței de muncă este definită ca diferența dintre ratele de ocupare a bărbaților și femeilor cu vârsta cuprinsă între 20 și 64 de ani. Rata de ocupare este calculată prin împărțirea numărului de persoane cu vârsta cuprinsă între 20 și 64 de ani ocupate la populația totală din aceeași grupă de vârstă. Indicatorul se bazează pe Ancheta UE privind forța de muncă (EU-LFS).
| Loc | Țară              | 2014 | 2015   | 2016  | 2017  | 2018  | 2019 | 2020  | 2021   | 2022   |
|     |                   |      |        |       |       |       |      |       |        |        |
| --- | ----------------- | ---- | ------ | ----- | ----- | ----- | ---- | ----- | ------ | ------ |
| -   | Uniunea Europeană | 11,1 | 11,1   | 11,1  | 11,3  | 11,3  | 11,2 | 11,1  | 10,9   | 10,7   |
| 1   | Lituania          | 2,5  | 2,4    | 1,9   | 1,0   | 2,3   | 1,6  | 1,7   | 1,4    | 0,8    |
| 2   | Finlanda          | 2,0  | 2,1    | 3,2   | 3,8   | 3,8   | 3,3  | 3,3   | 2,0    | 1,2    |
| 3   | Estonia           | 6,5  | 6,3    | 6,8   | 4,9   | 6,0   | 6,0  | 4,4   | 3,7    | 2,9    |
| 4   | Letonia           | 4,5  | 4,1    | 2,8   | 4,3   | 4,3   | 3,7  | 3,7   | 4,8    | 3,1    |
| 5   | Danemarca         | 7,4  | 7,8    | 6,9 b | 6,7 b | 7,0   | 7,2  | 7,0   | 6,9    | 5,4    |
| 6   | Portugalia        | 6,6  | 6,4    | 6,5   | 7,2   | 6,6   | 6,9  | 5,7   | 5,9    | 5,6    |
| 7   | Franța            | 6,1  | 5,9    | 6,1   | 6,6   | 6,4   | 5,9  | 5,7   | 6,2 d  | 5,8 d  |
| 8   | Suedia            | 4,9  | 4,6    | 4,3   | 4,4   | 4,7 b | 5,1  | 5,4   | 5,3    | 5,8    |
| 9   | Luxemburg         | 12,9 | 11,7 b | 11,0  | 7,9   | 8,0   | 9,1  | 7,1   | 7,4    | 6,5    |
| 10  | Slovenia          | 7,8  | 8,5    | 6,5   | 6,9   | 7,1   | 6,5  | 5,9   | 6,7    | 6,9    |
| 11  | Belgia            | 8,7  | 8,3    | 9,3   | 9,8 b | 8,4   | 8,0  | 8,1   | 7,7    | 7,6    |
| 12  | Bulgaria          | 5,8  | 6,3    | 6,8   | 7,6   | 7,7   | 8,1  | 8,3   | 8,4    | 7,7    |
| 13  | Germania          | 9,1  | 8,6    | 8,1   | 7,8   | 8,0   | 8,0  | 7,5 b | 7,4    | 7,8    |
| 14  | Austria           | 8,2  | 8,2    | 7,8   | 8,0   | 9,0   | 8,8  | 8,4   | 8,6    | 7,8    |
| 15  | Țările de Jos     | 10,9 | 10,6   | 10,5  | 9,9   | 9,6   | 8,9  | 8,4   | 8,2    | 7,9    |
| 16  | Slovacia          | 9,8  | 9,9    | 9,2   | 7,6   | 8,5   | 7,7  | 7,3   | 8,5    | 8,1    |
| 17  | Croația           | 10,0 | 9,5    | 9,6   | 10,6  | 10,2  | 10,5 | 11,2  | 10,5   | 9,5    |
| 18  | Ungaria           | 9,4  | 9,6    | 9,7   | 11,1  | 10,7  | 11,0 | 11,2  | 10,6   | 9,8    |
| 19  | Spania            | 10,2 | 11,2   | 11,5  | 11,9  | 12,1  | 11,9 | 11,4  | 10,6 d | 10,9 d |
| 20  | Irlanda           | 11,8 | 12,4   | 12,2  | 12,2  | 12,3  | 12,5 | 12,7  | 10,0   | 11,3   |
| 21  | Cipru             | 7,7  | 8,3    | 9,7   | 9,5   | 10,4  | 11,6 | 12,0  | 12,2   | 12,1   |
| 22  | Polonia           | 13,6 | 13,0   | 13,4  | 14,0  | 13,8  | 14,8 | 15,0  | 14,0   | 12,9   |
| 23  | Malta             | 26,8 | 26,8   | 25,5  | 24,1  | 21,9  | 20,7 | 17,8  | 16,4   | 13,1   |
| 24  | Cehia             | 17,5 | 16,6   | 16,0  | 15,8  | 15,2  | 15,0 | 15,3  | 15,4   | 14,9   |
| 25  | România           | 17,5 | 17,7   | 17,7  | 17,3  | 18,5  | 19,2 | 19,3  | 20,1   | 18,6   |
| 26  | Italia            | 18,9 | 19,7   | 19,9  | 19,7  | 19,7  | 19,4 | 19,7  | 19,2   | 19,7   |
| 27  | Grecia            | 18,8 | 18,6   | 19,5  | 20,2  | 21,6  | 20,7 | 19,4  | 19,8   | 21,0   |

| Loc | Țară              | 2014   | 2015 | 2016 | 2017 | 2018 | 2019 | 2020  | 2021 | 2022 |
| --- | ----------------- | ------ | ---- | ---- | ---- | ---- | ---- | ----- | ---- | ---- |
| -   | Islanda           | 6,3    | 6,3  | 6,7  | 6,0  | 6,3  | 5,6  | 5,9 b | 7,4  | 5,2  |
| -   | Norvegia          | 4,0    | 3,5  | 2,6  | 3,0  | 3,9  | 3,8  | 3,4   | 4,8  | 5,7  |
| -   | Elveția           | 9,8    | 9,7  | 9,0  | 9,4  | 9,1  | 8,7  | 8,3   | 7,9  | 8,1  |
|     |                   |        |      |      |      |      |      |       |      |      |
| -   | Muntenegru        | 11,7   | 10,3 | 11,7 | 13,8 | 13,8 | 13,3 | 12,9  | N/A  | N/A  |
| -   | Serbia            | 15,7   | 15,9 | 15,1 | 14,7 | 15,4 | 14,6 | 14,6  | 14,9 | 13,9 |
| -   | Macedonia de Nord | 20,8   | 19,4 | 21,2 | 21,9 | 21,4 | 21,3 | 19,9  | N/A  | N/A  |
| -   | Turcia            | 43,4 b | 42,8 | 42,3 | 41,6 | 40,8 | 38,8 | 38,1  | N/A  | N/A  |

b - întrerupere în seriile temporale

d - definiții diferite

Sursa: Eurostat (online data code: sdg_05_30)

### Diferența de remunerare între femei și bărbați în formă neajustată

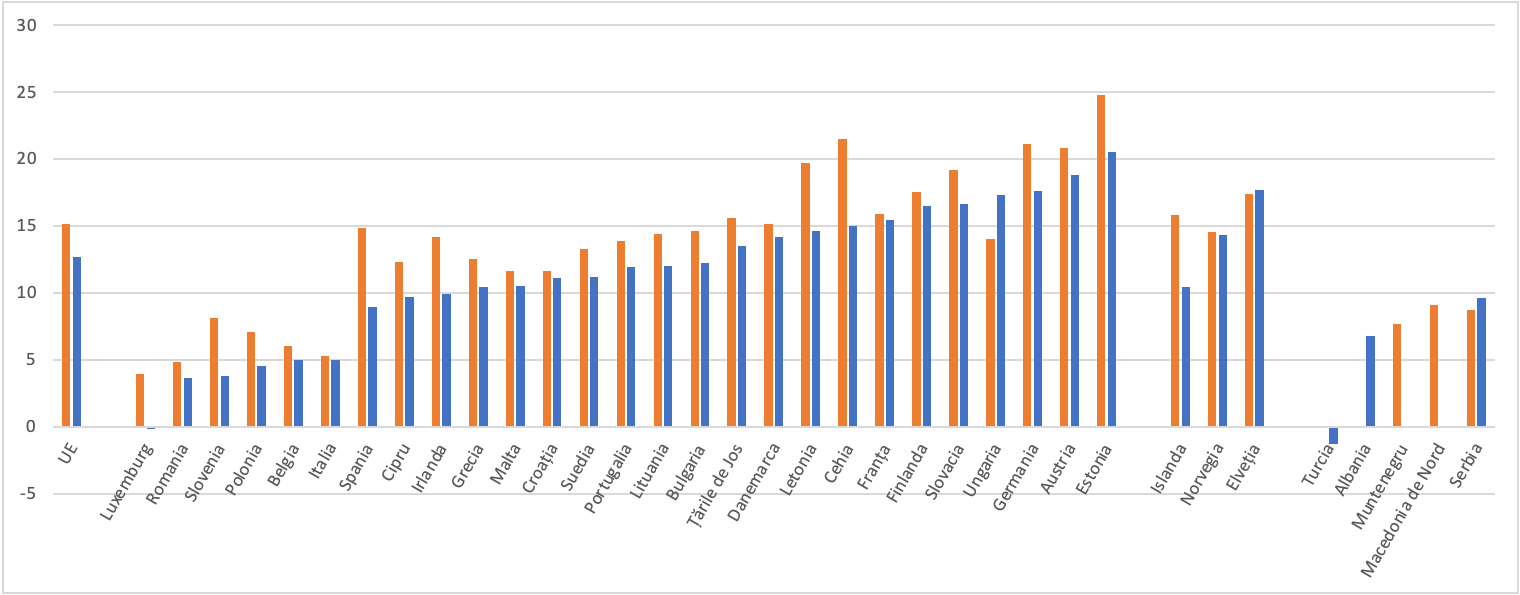
2016
2021
Sursa: Eurostat (online data code: sdg_05_20)

Diferența de remunerare între femei și bărbați în formă neajustată reprezintă diferența dintre câștigul orar mediu brut al angajaților plătiți de sex masculin și al angajaților plătiți de sex feminin ca procent din câștigul orar mediu brut al angajaților plătiți de sex masculin. Indicatorul a fost definit ca neajustat deoarece oferă o imagine de ansamblu a inegalităților de gen în ceea ce privește salariul și măsoară un concept care este mai larg decât conceptul de salariu egal pentru muncă egală. Diferența de remunerare între femei și bărbați se bazează pe metodologia studiului privind structura veniturilor, care se desfășoară la fiecare patru ani.
| Loc | Țară              | 2014 | 2015 | 2016   | 2017   | 2018   | 2019   | 2020   | 2021   | 2022   |
|     |                   |      |      |        |        |        |        |        |        |        |
| --- | ----------------- | ---- | ---- | ------ | ------ | ------ | ------ | ------ | ------ | ------ |
| -   | Uniunea Europeană | 16,0 | 15,7 | 15,5   | 15,1   | 14,6   | 14,4   | 13,7 p | 12,9 p | 12,7 p |
| 1   | Luxemburg         | 6,2  | 5,4  | 4,7    | 3,9    | 2,6    | 1,4    | 1,3 p  | 0,7 p  | -0,2 p |
| 2   | România           | 4,9  | 4,5  | 5,6 e  | 4,8 e  | 2,9 e  | 2,2    | 3,3 e  | 2,4 e  | 3,6 e  |
| 3   | Slovenia          | 6,3  | 7,0  | 8,2    | 8,1    | 8,4    | 9,3    | 7,9 p  | 3,1 p  | 3,8 p  |
| 4   | Polonia           | 7,1  | 7,7  | 7,3    | 7,1    | 7,0    | 8,5    | 6,5    | 4,5    | 4,5 p  |
| 5   | Belgia            | 7,5  | 6,6  | 6,4    | 6,0    | 5,8    | 5,8    | 5,8 p  | 5,3 p  | 5,0 p  |
| 6   | Italia            | 7,0  | 6,1  | 5,5 p  | 5,3 p  | 5,0 p  | 5,5    | 4,7 p  | 4,2 p  | 5,0 p  |
| 7   | Spania            | 17,8 | 14,9 | 14,1   | 14,8   | 13,5   | 11,9   | 9,4    | 8,9    | 8,9 p  |
| 8   | Cipru             | 14,9 | 14,2 | 13,2   | 12,3   | 11,2   | 10,4   | 10,1 p | 9,9 p  | 9,7 p  |
| 9   | Irlanda           | 12,9 | 13,9 | 13,9 p | 14,2 p | 14,4 p | 11,3   | 10,8 p | 9,9 p  | N/A    |
| 10  | Grecia            | N/A  | 12,5 | N/A    | N/A    | N/A    | 10,4   | N/A    | N/A    | N/A    |
| 11  | Malta             | 9,7  | 10,6 | 10,7   | 11,6   | 13,2   | 13,0   | 11,6 p | 10,0   | 10,5   |
| 12  | Croația           | 7,7  | 8,7  | N/A    | 11,6   | 12,3   | 11,4   | 11,5 p | 11,2 p | 11,1 p |
| 13  | Suedia            | 14,6 | 13,8 | 14,0   | 13,3   | 12,5   | 12,1   | 11,8   | 11,2   | 11,2   |
| 14  | Portugalia        | 13,3 | 14,9 | 16,0   | 13,9   | 10,8   | 8,9    | 10,9 p | 11,4 p | 11,9 p |
| 15  | Lituania          | 12,2 | 13,3 | 14,2   | 14,4   | 15,2   | 14,0   | 13,3 p | 13,0 p | 12,0 p |
| 16  | Bulgaria          | 14,1 | 14,2 | 15,5   | 14,6   | 14,3   | 13,9   | 14,1 p | 12,7 p | 12,2 p |
| 17  | Țările de Jos     | 17,2 | 17,0 | 16,1   | 15,6   | 15,1   | 14,7   | 14,6 p | 14,2 p | 13,5 p |
| 18  | Danemarca         | 16,5 | 16,0 | 15,1   | 15,1   | 14,8   | 14,6   | 14,0   | 13,9   | 14,2   |
| 19  | Letonia           | 16,0 | 17,3 | 18,4   | 19,7   | 19,8   | 19,6   | 21,2 p | 22,3 p | 14,6 p |
| 20  | Cehia             | 22,3 | 22,5 | 22,5 d | 21,5 d | 21,1 d | 20,1 d | 19,2 d | 16,4 d | 15,0 d |
| 21  | Franța            | 15,5 | 15,5 | 15,6   | 15,9   | 16,3   | 16,7   | 16,2 p | 15,6 p | 15,4 p |
| 22  | Finlanda          | 18,8 | 18,4 | 17,5   | 17,5   | 17,1   | 16,9   | 16,6   | 16,7   | 16,5   |
| 23  | Slovacia          | 18,8 | 19,7 | 19,7   | 19,2   | 20,1   | 19,8   | 18,4   | 15,8   | 16,6   |
| 24  | Ungaria           | 18,4 | 15,1 | 14,0   | 14,0   | 15,9 b | 14,2   | 18,2 b | 17,2   | 17,3   |
| 25  | Germania          | 22,1 | 22,3 | 21,8   | 21,1   | 20,4   | 20,1   | 19,2 p | 18,3 p | 17,6 p |
| 26  | Austria           | 22,3 | 22,2 | 21,8   | 20,8   | 20,7   | 20,4   | 19,9 p | 18,9 p | 18,8 p |
| 27  | Estonia           | 29,8 | 28,1 | 26,7   | 24,8   | 24,9   | 21,8   | 21,7 p | 21,1 p | 20,5   |

| Loc | Țară              | 2014 | 2015 | 2016 | 2017 | 2018 | 2019 | 2020    | 2021    | 2022    |
| --- | ----------------- | ---- | ---- | ---- | ---- | ---- | ---- | ------- | ------- | ------- |
| -   | Islanda           | 19,0 | 16,7 | 17,5 | 15,8 | 15,3 | 13,8 | 14,2 p  | 12,2    | 10,4    |
| -   | Norvegia          | 15,5 | 14,5 | 16,0 | 14,5 | 13,7 | 13,2 | 13,2 dp | 13,4 dp | 14,3 dp |
| -   | Elveția           | 17,6 | 17,4 | 17,9 | 17,4 | 17,6 | 18,6 | 18,6 p  | 18,4 p  | 17,7 p  |
|     |                   |      |      |      |      |      |      |         |         |         |
| -   | Turcia            | N/A  | -1,3 | N/A  | N/A  | N/A  | N/A  | N/A     | N/A     | N/A     |
| -   | Albania           | N/A  | N/A  | N/A  | N/A  | N/A  | 6,8  | N/A     | N/A     | N/A     |
| -   | Muntenegru        | N/A  | 7,7  | N/A  | N/A  | N/A  | N/A  | N/A     | N/A     | N/A     |
| -   | Macedonia de Nord | N/A  | 9,1  | N/A  | N/A  | N/A  | N/A  | N/A     | N/A     | N/A     |
| -   | Serbia            | N/A  | 8,7  | N/A  | N/A  | N/A  | 9,6  | N/A     | N/A     | N/A     |

b - întrerupere în seriile temporale

d - definiții diferite

bd - întrerupere în seriile temporale, definiții diferite

e - date estimate

p - date provizorii

Sursa: Eurostat (online data code: sdg_05_20)

### Persoane în afara forței de muncă din cauza responsabilităților casnice

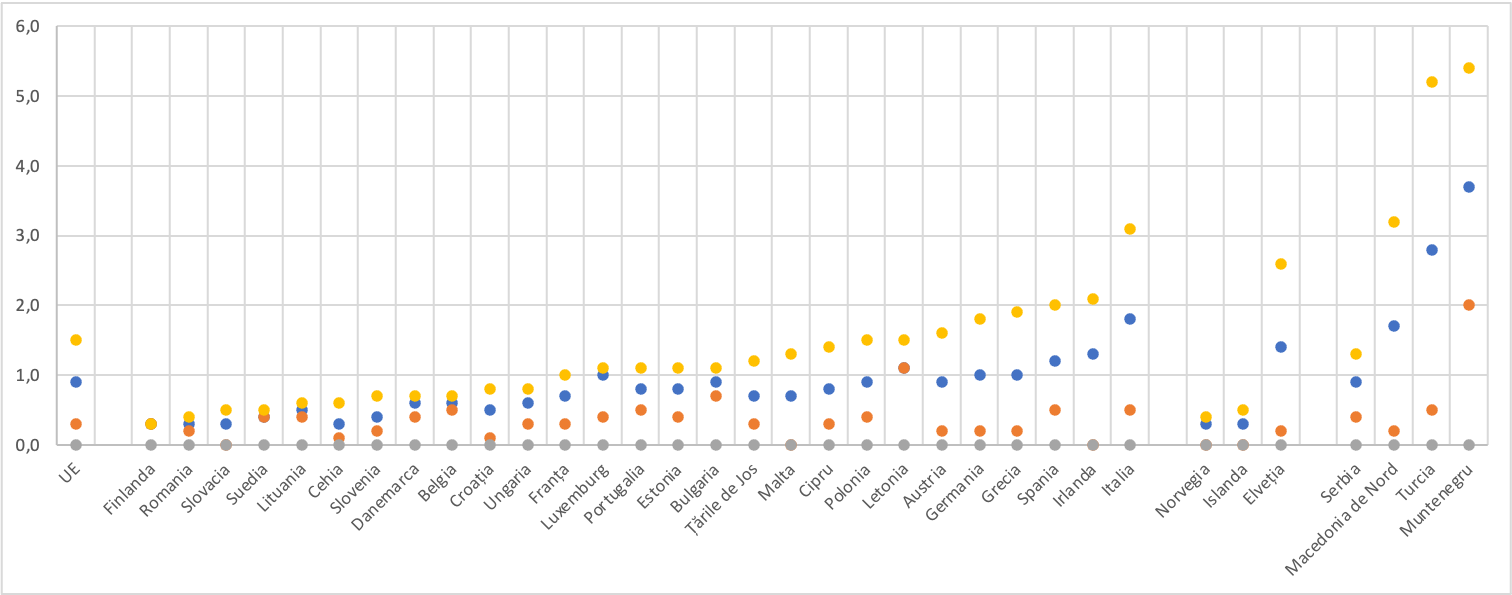
Date din 2022
total
femei
bărbați
Sursa: Eurostat (online data code: sdg_05_40)

Indicatorul desemnează populația în afara forței de muncă, adică persoane care nu lucrează, nu caută în mod activ un loc de muncă sau nu sunt disponibile pentru a lucra chiar dacă și-au găsit un loc de muncă. Prin urmare, aceștia nu sunt nici angajați, nici șomeri. Această definiție utilizată în Ancheta UE privind forța de muncă (EU-LFS) se bazează pe liniile directoare ale Organizației Internaționale a Muncii. Motivele de inactivitate economică acoperite de acest indicator includ „îngrijirea adulților cu dizabilități sau a copiilor” și „alte motive familiale sau personale”.
| Loc | Țară              | 2016  | 2016   | 2016  | 2017  | 2017   | 2017  | 2018  | 2018  | 2018  | 2019  | 2019  | 2019  | 2020  | 2020  | 2020  | 2021   | 2021   | 2021   | 2022  | 2022  | 2022  |
| Loc | Țară              | total | b      | f     | total | b      | f     | total | b     | f     | total | b     | f     | total | b     | f     | total  | b      | f      | total | b     | f     |
|     |                   |       |        |       |       |        |       |       |       |       |       |       |       |       |       |       |        |        |        |       |       |       |
| --- | ----------------- | ----- | ------ | ----- | ----- | ------ | ----- | ----- | ----- | ----- | ----- | ----- | ----- | ----- | ----- | ----- | ------ | ------ | ------ | ----- | ----- | ----- |
| -   | Uniunea Europeană | 1,0   | 0,3    | 1,8   | 1,0   | 0,3    | 1,8   | 1,0   | 0,3   | 1,8   | 1,0   | 0,3   | 1,8   | 1,1   | 0,3   | 1,9   | 1,0 b  | 0,3 b  | 1,7 b  | 0,9   | 0,3   | 1,5   |
| 1   | Finlanda          | 0,3   | 0,3    | 0,3   | 0,3   | 0,2 u  | 0,3   | 0,3   | 0,2 u | 0,4   | 0,2   | 0,3 u | 0,2 u | 0,3   | 0,2 u | 0,3   | 0,3 b  | 0,3 b  | 0,4 b  | 0,3   | 0,3   | 0,3   |
| 2   | România           | 0,4   | N/A    | 0,8   | 0,4   | N/A    | 0,7   | 0,4   | N/A   | 0,7   | 0,1   | 0,8 u | 0,2   | 0,2   | N/A   | 0,4   | 0,5 b  | 0,2 b  | 0,7 b  | 0,3   | 0,2 u | 0,4   |
| 3   | Slovacia          | 0,8   | 0,3    | 1,2   | 0,8   | 0,4    | 1,3   | 0,8   | 0,3   | 1,3   | 0,6   | 1,2   | 1,0   | 0,7   | 0,3   | 1,1   | 0,4 b  | N/A    | 0,6 bu | 0,3   | N/A   | 0,5 u |
| 4   | Suedia            | 0,1   | N/A    | 0,1   | 0,1   | N/A    | 0,2   | 0,1 b | N/A   | 0,1 b | 0,1 u | 0,1 u | 0,2 u | 0,1 u | N/A   | 0,2 u | 0,3 b  | 0,2 b  | 0,4 b  | 0,4   | 0,4   | 0,5   |
| 5   | Lituania          | 0,4   | 0,3 u  | 0,5   | 0,4   | 0,3 u  | 0,5   | 0,3   | 0,2 u | 0,5   | 0,5   | 0,5 u | 0,7   | 0,4   | 0,3 u | 0,6   | 0,6 b  | 0,5 bu | 0,7 b  | 0,5   | 0,4 u | 0,6   |
| 6   | Cehia             | 0,5   | 0,1 u  | 1,0   | 0,4   | 0,1 u  | 0,8   | 0,4   | N/A   | 0,7   | 0,4   | 1,0 u | 0,8   | 0,5   | 0,1 u | 0,9   | 0,3 b  | 0,1 bu | 0,6 b  | N/A   | N/A   | N/A   |
| 7   | Slovenia          | 0,8   | 0,4 u  | 1,3   | 0,7   | 0,3 u  | 1,1   | 0,8   | 0,3 u | 1,3   | 0,6   | 1,3 u | 1,1   | 0,5   | 0,2 u | 0,9   | 0,5 b  | 0,2 bu | 0,7 bu | 0,4 u | N/A   | 0,7 u |
| 8   | Danemarca         | 0,5 b | 0,2 bu | 0,8 b | 0,5 b | 0,2 bu | 0,8 b | 0,5   | 0,2 u | 0,7   | 0,5   | 0,8 u | 0,7   | 0,4   | 0,2 u | 0,6   | 0,6 b  | 0,3 b  | 0,8 b  | 0,6   | 0,4   | 0,7   |
| 9   | Belgia            | 0,4   | 0,2    | 0,5   | 0,4 b | 0,2 bu | 0,6 b | 0,5   | 0,3   | 0,6   | 0,5   | 0,5 u | 0,7   | 0,4   | 0,2 u | 0,6   | 0,7 b  | 0,4 b  | 1,0 b  | 0,6   | 0,5   | 0,7   |
| 10  | Croația           | 2,2   | 1,0    | 3,4   | 1,7   | 0,7 u  | 2,7   | 1,6   | 0,6 u | 2,6   | 1,9   | 3,4   | 2,7   | 1,7   | 0,8   | 2,5   | 0,5 b  | 0,2 bu | 0,8 bu | 0,5   | 0,1 u | 0,8   |
| 11  | Ungaria           | 1,1   | 0,3    | 1,8   | 1,0   | 0,3    | 1,7   | 0,9   | 0,2   | 1,6   | 1,0   | 1,8   | 1,7   | 1,2   | 0,3   | 2,0   | 0,6 b  | 0,2 b  | 0,9 b  | 0,6   | 0,3   | 0,8   |
| 12  | Franța            | 0,5   | N/A    | 1,0   | 0,6   | N/A    | 1,1   | 0,6   | N/A   | 1,0   | 0,6   | 1,0 u | 1,0   | 0,5   | N/A   | 0,9   | 0,7 bd | 0,3 bd | 1,0 bd | 0,7 d | 0,3 d | 1,0 d |
| 13  | Luxemburg         | 1,4   | N/A    | 2,6   | 1,6   | N/A    | 3,0   | 1,3   | N/A   | 2,4   | 1,1   | 2,6 u | 1,8   | 1,0   | 0,3 u | 1,8   | 1,0 b  | 0,5 b  | 1,5 b  | 0,7   | 0,4 u | 1,1   |
| 14  | Portugalia        | 0,7   | 0,2    | 1,2   | 0,7   | 0,2    | 1,2   | 0,7   | 0,2   | 1,1   | 0,7   | 1,2   | 1,1   | 0,8   | 0,3   | 1,3   | 0,7 b  | 0,5 b  | 0,9 b  | 0,8   | 0,5   | 1,1   |
| 15  | Estonia           | 1,3   | 0,3 u  | 2,3   | 1,2   | N/A    | 2,1   | 1,3   | 0,3 u | 2,3   | 1,1   | 2,3 u | 1,9   | 1,2   | 0,3 u | 2,2   | 0,9 b  | 0,6 bu | 1,2 b  | 0,8   | 0,4 u | 1,1   |
| 16  | Bulgaria          | 0,4   | 0,3 u  | 0,5 u | 0,4   | 0,4 u  | 0,4 u | 0,4   | 0,4 u | 0,5 u | 0,4   | 0,5 u | 0,6   | 0,4   | N/A   | 0,5 u | 0,9 b  | 0,6 b  | 1,3 b  | 0,9   | 0,7   | 1,1   |
| 17  | Țările de Jos     | 0,3   | 0,1 u  | 0,4   | 0,3   | 0,1 u  | 0,4   | 0,2   | 0,1 u | 0,4   | 0,3   | 0,4 u | 0,4   | 0,2   | 0,1 u | 0,3   | 0,8 b  | 0,3 b  | 1,2 b  | 0,7   | 0,3   | 1,2   |
| 18  | Malta             | 2,2   | N/A    | 4,4   | 2,1   | N/A    | 4,2   | 1,6   | N/A   | 3,3   | 1,2   | 4,4   | 2,5   | 1,1   | N/A   | 2,1   | 0,7 bu | N/A    | 1,3 bu | N/A   | N/A   | N/A   |
| 19  | Cipru             | 1,5   | 0,3 u  | 2,7   | 1,2   | 0,4 u  | 1,9   | 1,2   | 0,5 u | 1,9   | 0,9   | 2,7 u | 1,3   | 0,9   | 0,5 u | 1,2   | 0,9 b  | 0,2 bu | 1,6 b  | 0,8   | 0,3 u | 1,4   |
| 20  | Polonia           | 2,6   | 0,9    | 4,2   | 2,6   | 0,9    | 4,4   | 2,6   | 0,9   | 4,3   | 2,6   | 4,2   | 4,3   | 2,6   | 0,9   | 4,2   | 1,2 b  | 0,4 b  | 2,1 b  | 0,9   | 0,4   | 1,5   |
| 21  | Letonia           | 1,9   | 1,0    | 2,8   | 1,8   | 0,5    | 3,0   | 1,2   | 0,8   | 1,6   | 1,4   | 2,8 u | 2,3   | 1,4   | 0,7   | 2,1   | 1,7 b  | 1,1 bu | 2,3 b  | 1,1   | N/A   | 1,5   |
| 22  | Austria           | 1,1   | 0,2 u  | 2,0   | 0,9   | 0,2 u  | 1,6   | 1,0   | 0,2   | 1,7   | 1,0   | 2,0 u | 1,8   | 1,0   | 0,4   | 1,7   | 0,9 b  | 0,2 b  | 1,7 b  | 0,9   | 0,2 u | 1,6   |
| 23  | Germania          | 0,8   | 0,1    | 1,4   | 0,7   | 0,1    | 1,3   | 0,7   | 0,1   | 1,3   | 0,7   | 1,4   | 1,3   | N/A   | N/A   | N/A   | 0,9 b  | 0,2 bu | 1,7 b  | 1,0   | 0,2   | 1,8   |
| 24  | Grecia            | 0,8   | 0,1 u  | 1,6   | 0,8   | 0,1 u  | 1,5   | 0,8   | 0,1 u | 1,4   | 0,8   | 1,6 u | 1,4   | 0,9   | 0,1   | 1,6   | 1,1 b  | 0,2 bu | 1,9 b  | 1,0   | 0,2 u | 1,9   |
| 25  | Spania            | 1,2   | 0,3    | 2,1   | 1,1   | 0,3    | 2,0   | 1,1   | 0,2   | 1,9   | 1,0   | 2,1   | 1,7   | 1,0   | 0,2   | 1,7   | 1,2 bd | 0,4 bd | 1,9 bd | 1,2 d | 0,5 d | 2,0 d |
| 26  | Irlanda           | 0,6   | 0,2    | 1,0   | 1,5 b | 0,5 b  | 2,6 b | 2,5   | 0,8   | 4,3   | 2,4   | 1,0   | 4,1   | 2,1   | 0,6   | 3,6   | 1,7 b  | N/A    | 2,9 b  | 1,3   | N/A   | 2,1   |
| 27  | Italia            | 1,8   | 0,4    | 3,1   | 1,8   | 0,4    | 3,2   | 1,9   | 0,4   | 3,5   | 2,0   | 3,1   | 3,6   | 1,8   | 0,3   | 3,3   | 2,1 b  | 0,6 b  | 3,7 b  | 1,8   | 0,5   | 3,1   |

| Loc | Țară              | 2016  | 2016  | 2016  | 2017  | 2017  | 2017  | 2018  | 2018  | 2018  | 2019  | 2019  | 2019  | 2020  | 2020 | 2020  | 2021   | 2021   | 2021   | 2022  | 2022  | 2022  |
| Loc | Țară              | total | b     | f     | total | b     | f     | total | b     | f     | total | b     | f     | total | b    | f     | total  | b      | f      | total | b     | f     |
| --- | ----------------- | ----- | ----- | ----- | ----- | ----- | ----- | ----- | ----- | ----- | ----- | ----- | ----- | ----- | ---- | ----- | ------ | ------ | ------ | ----- | ----- | ----- |
| -   | Norvegia          | 0,2 u | N/A   | 0,3 u | 0,2 u | N/A   | 0,4 u | 0,2 u | N/A   | 0,4 u | 0,3 u | 0,3 u | 0,4 u | 0,3 u | N/A  | 0,4 u | 0,3 bu | N/A    | 0,4 bu | 0,3   | N/A   | 0,4 u |
| -   | Islanda           | 0,3   | N/A   | 0,6   | N/A   | N/A   | N/A   | N/A   | N/A   | N/A   | 0,3   | 0,6 u | N/A   | 0,4 b | N/A  | 0,5 b | 0,3 b  | N/A    | N/A    | 0,3   | N/A   | N/A   |
| -   | Elveția           | 1,7   | 0,1 u | 3,3   | 1,6   | 0,2 u | 3,1   | 1,4   | 0,2 u | 2,8   | 1,4   | 3,3   | 2,7   | 1,5   | 0,2  | 2,8   | 1,3 b  | 0,2 bu | 2,5 b  | 1,4   | 0,2 u | 2,6   |
|     |                   |       |       |       |       |       |       |       |       |       |       |       |       |       |      |       |        |        |        |       |       |       |
| -   | Serbia            | 2,8   | 1,5   | 4,0   | 2,7   | 1,5   | 3,8   | 2,2   | 1,0   | 3,4   | 2,2   | 4,0   | 3,5   | 1,9   | 0,8  | 2,9   | 1,4 b  | 0,8 b  | 2,1 b  | 0,9   | 0,4   | 1,3   |
| -   | Macedonia de Nord | 1,2   | 0,4   | 2,0   | 1,7   | 0,6   | 2,8   | 1,8   | 0,6   | 3,1   | 2,0   | 2,0   | 3,5   | 1,7   | 0,2  | 3,2   | N/A    | N/A    | N/A    | N/A   | N/A   | N/A   |
| -   | Turcia            | 2,0   | 0,3   | 3,7   | 1,8   | 0,3   | 3,3   | 1,8   | 0,3   | 3,4   | 1,7   | 3,7   | 3,1   | 2,8   | 0,5  | 5,2   | N/A    | N/A    | N/A    | N/A   | N/A   | N/A   |
| -   | Muntenegru        | 3,3   | 1,9   | 4,8   | 3,0   | 1,8   | 4,2   | 4,0   | 2,4   | 5,6   | 3,8   | 4,8   | 5,5   | 3,7   | 2,0  | 5,4   | N/A    | N/A    | N/A    | N/A   | N/A   | N/A   |

b - întrerupere în seriile temporale

d - definiții diferite

bd - întrerupere în seriile temporale, definiții diferite

e - date estimate

p - date provizorii

u - date cu acuratețe redusă

bu - întrerupere în seriile temporale, date cu acuratețe redusă

Sursa: Eurostat (online data code: sdg_05_40)

### Locuri deținute de femei în parlamentele naționale

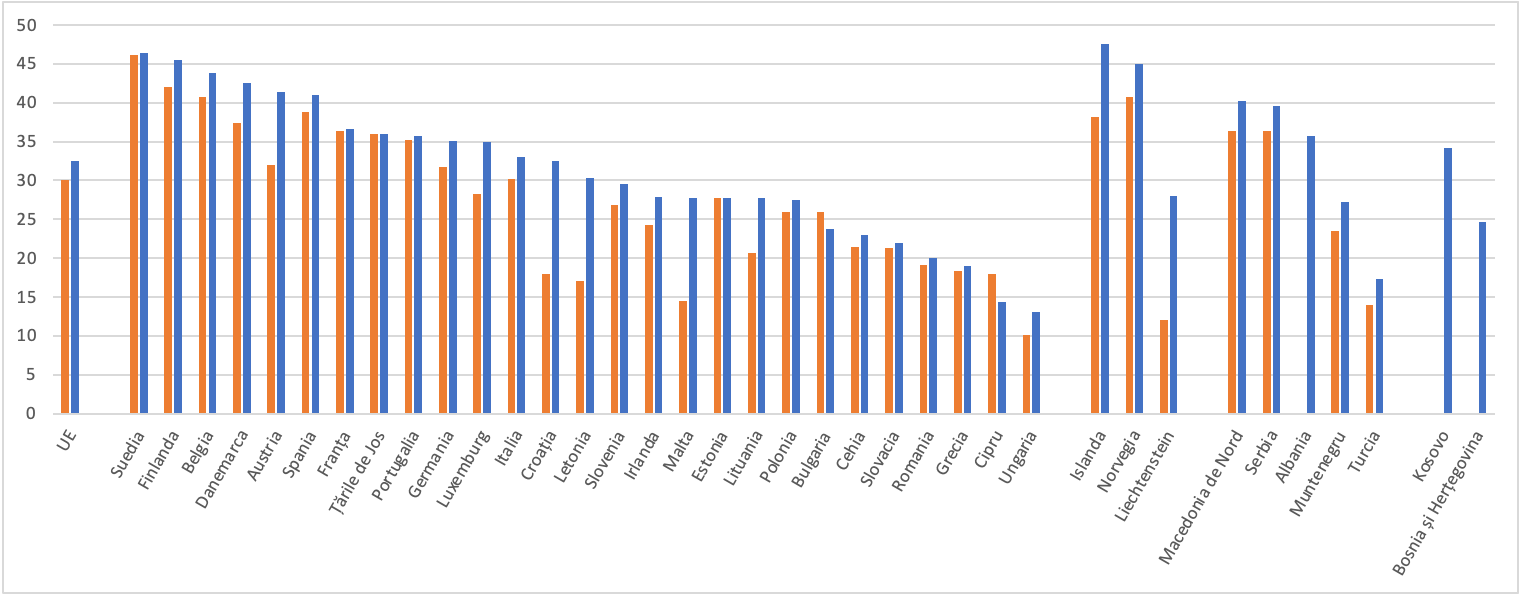
2017
2022
Sursa: Eurostat (online data code: sdg_05_50)

Acest indicator se referă la proporția de femei în parlamentele naționale din ambele camere (camera inferioară și camera superioară, după caz). Datele provin din Baza de date cu statistici de gen a Institutului European pentru Egalitatea de Gen.
| Loc | Țară              | 2014 | 2015 | 2016 | 2017 | 2018 | 2019 | 2020 | 2021 | 2022 |  |
|     |                   |      |      |      |      |      |      |      |      |      |  |
| --- | ----------------- | ---- | ---- | ---- | ---- | ---- | ---- | ---- | ---- | ---- |  |
| -   | Uniunea Europeană | 27,8 | 28,2 | 28,4 | 30,0 | 30,9 | 32,1 | 32,7 | 33,1 | 32,5 |  |
| 1   | Suedia            | 43,6 | 43,6 | 45,8 | 46,1 | 46,7 | 47,6 | 49,6 | 47,6 | 46,4 |  |
| 2   | Finlanda          | 42,0 | 41,5 | 42,0 | 42,0 | 41,5 | 46,5 | 46,0 | 46,0 | 45,5 |  |
| 3   | Belgia            | 41,1 | 41,4 | 41,6 | 40,7 | 39,5 | 42,4 | 43,3 | 43,8 | 43,8 |  |
| 4   | Danemarca         | 38,5 | 37,4 | 37,4 | 37,4 | 36,3 | 39,7 | 39,7 | 41,3 | 42,5 |  |
| 5   | Austria           | 30,3 | 30,5 | 30,7 | 32,0 | 36,5 | 38,9 | 39,8 | 41,6 | 41,4 |  |
| 6   | Spania            | 37,7 | 39,9 | 38,3 | 38,8 | 39,5 | 41,9 | 42,2 | 41,1 | 41,0 |  |
| 7   | Franța            | 26,0 | 26,3 | 26,2 | 36,3 | 37,0 | 37,1 | 38,6 | 39,1 | 36,6 |  |
| 8   | Țările de Jos     | 36,9 | 36,9 | 36,9 | 36,0 | 33,8 | 35,1 | 32,9 | 37,8 | 36,0 |  |
| 9   | Portugalia        | 31,3 | 34,3 | 34,3 | 35,2 | 36,4 | 40,4 | 39,5 | 40,9 | 35,7 |  |
| 10  | Germania          | 36,6 | 36,2 | 37,1 | 31,7 | 31,4 | 31,7 | 31,4 | 34,5 | 35,1 |  |
| 11  | Luxemburg         | 28,3 | 28,3 | 28,3 | 28,3 | 21,7 | 28,3 | 31,7 | 35,0 | 35,0 |  |
| 12  | Italia            | 30,3 | 30,2 | 30,1 | 30,2 | 35,3 | 35,8 | 35,6 | 35,8 | 33,0 |  |
| 13  | Croația           | 25,8 | 25,2 | 18,5 | 18,0 | 20,5 | 19,9 | 31,1 | 31,8 | 32,5 |  |
| 14  | Letonia           | 18,0 | 17,0 | 16,0 | 17,0 | 31,0 | 30,0 | 29,0 | 28,0 | 30,3 |  |
| 15  | Slovenia          | 28,7 | 26,2 | 26,9 | 26,9 | 22,3 | 22,1 | 21,2 | 22,1 | 29,5 |  |
| 16  | Irlanda           | 19,9 | 20,1 | 24,3 | 24,3 | 24,3 | 24,3 | 27,3 | 27,7 | 27,9 |  |
| 17  | Malta             | 12,9 | 13,0 | 13,0 | 14,5 | 14,5 | 14,9 | 13,4 | 13,4 | 27,8 |  |
| 18  | Estonia           | 19,8 | 25,7 | 25,7 | 27,7 | 29,7 | 28,7 | 29,7 | 26,7 | 27,7 |  |
| 19  | Lituania          | 23,6 | 24,1 | 21,3 | 20,6 | 22,0 | 24,1 | 26,2 | 28,4 | 27,7 |  |
| 20  | Polonia           | 21,5 | 24,6 | 25,5 | 25,9 | 26,1 | 27,9 | 27,7 | 27,5 | 27,5 |  |
| 21  | Bulgaria          | 20,4 | 19,6 | 19,2 | 25,9 | 25,4 | 27,1 | 27,1 | 24,6 | 23,8 |  |
| 22  | Cehia             | 19,2 | 19,6 | 20,3 | 21,4 | 21,0 | 20,6 | 20,4 | 21,8 | 23,0 |  |
| 23  | Slovacia          | 20,0 | 20,0 | 20,5 | 21,3 | 20,7 | 20,7 | 22,7 | 21,3 | 22,0 |  |
| 24  | România           | 11,9 | 12,1 | 12,0 | 19,1 | 19,6 | 19,8 | 20,0 | 20,0 | 20,0 |  |
| 25  | Grecia            | 21,0 | 19,7 | 18,3 | 18,3 | 18,3 | 21,7 | 21,7 | 21,3 | 19,0 |  |
| 26  | Cipru             | 14,3 | 12,5 | 17,9 | 17,9 | 18,2 | 17,9 | 22,2 | 14,3 | 14,3 |  |
| 27  | Ungaria           | 10,1 | 10,1 | 10,1 | 10,1 | 12,6 | 12,2 | 12,6 | 13,1 | 13,1 |  |

| Loc | Țară                  | 2014 | 2015 | 2016 | 2017 | 2018 | 2019 | 2020 | 2021 | 2022 |
| --- | --------------------- | ---- | ---- | ---- | ---- | ---- | ---- | ---- | ---- | ---- |
| -   | Islanda               | 41,3 | 46,0 | 47,6 | 38,1 | 38,1 | 38,1 | 39,7 | 47,6 | 47,6 |
| -   | Norvegia              | 38,7 | 39,6 | 39,6 | 40,8 | 40,8 | 40,8 | 40,8 | 45,0 | 45,0 |
| -   | Liechtenstein         | 20,0 | 20,0 | 20,0 | 12,0 | 16,0 | 12,0 | 12,0 | 28,0 | 28,0 |
|     |                       |      |      |      |      |      |      |      |      |      |
| -   | Macedonia de Nord     | 35,9 | 34,1 | 35,0 | 36,3 | 38,3 | 40,0 | 35,8 | 40,2 | N/A  |
| -   | Serbia                | 33,6 | 33,6 | 34,0 | 36,4 | 37,6 | 37,6 | 39,4 | 39,6 | N/A  |
| -   | Albania               | N/A  | N/A  | N/A  | N/A  | 29,3 | 30,3 | 29,8 | 35,7 | N/A  |
| -   | Muntenegru            | N/A  | 17,3 | 23,5 | 23,5 | 23,5 | 29,6 | 25,6 | 27,2 | N/A  |
| -   | Turcia                | 14,4 | 14,9 | 14,7 | 14,0 | 17,4 | 17,3 | 17,3 | 17,3 | N/A  |
|     |                       |      |      |      |      |      |      |      |      |      |
| -   | Kosovo                | N/A  | N/A  | N/A  | N/A  | 31,9 | 32,5 | 32,5 | 34,2 | N/A  |
| -   | Bosnia și Herțegovina | N/A  | N/A  | N/A  | N/A  | 23,8 | 21,1 | 24,6 | 24,6 | N/A  |

d - definiții diferite

Sursa: Eurostat (online data code: sdg_05_50)

### Funcții ocupate de femei în consilii de administrație

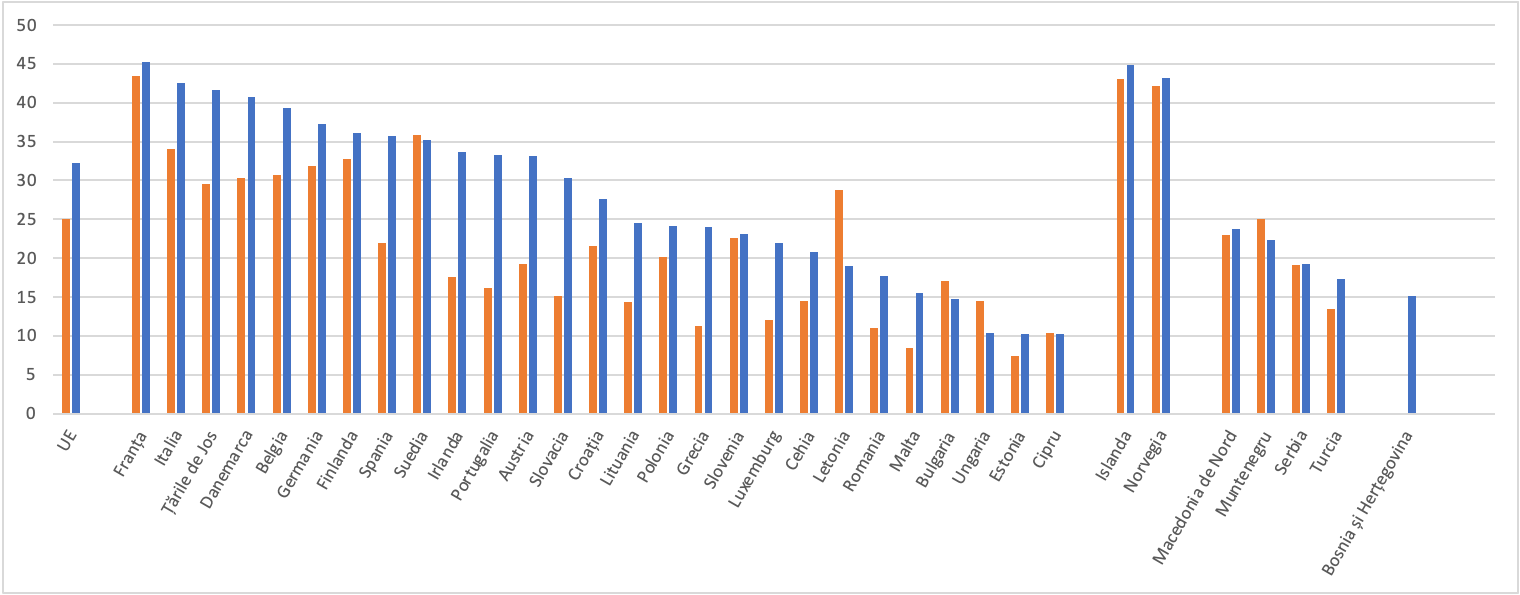
2017
2022
Sursa: Eurostat (online data code: sdg_05_60)

Acest indicator măsoară ponderea femeilor membre ale consiliului de administrație în cele mai mari companii cotate la bursă. Datele prezentate în această secțiune provin din Baza de date cu statistici de gen a Institutului European pentru Egalitatea de Gen.
| Loc | Țară              | 2014 | 2015 | 2016 | 2017 | 2018 | 2019 | 2020 | 2021 | 2022 |
|     |                   |      |      |      |      |      |      |      |      |      |
| --- | ----------------- | ---- | ---- | ---- | ---- | ---- | ---- | ---- | ---- | ---- |
| -   | Uniunea Europeană | 19,8 | 22,2 | 23,6 | 25,1 | 26,4 | 28,4 | 29,5 | 30,6 | 32,2 |
| 1   | Franța            | 32,4 | 35,6 | 41,2 | 43,4 | 44,0 | 45,2 | 45,1 | 45,3 | 45,2 |
| 2   | Italia            | 24,1 | 28,6 | 32,3 | 34,0 | 36,4 | 36,1 | 38,4 | 38,8 | 42,6 |
| 3   | Țările de Jos     | 24,9 | 25,5 | 27,5 | 29,5 | 30,7 | 34,2 | 36,6 | 38,1 | 41,6 |
| 4   | Danemarca         | 24,0 | 25,8 | 27,1 | 30,3 | 27,7 | 30,0 | 33,6 | 34,9 | 40,8 |
| 5   | Belgia            | 22,4 | 26,0 | 28,6 | 30,7 | 32,0 | 35,9 | 38,4 | 37,9 | 39,3 |
| 6   | Germania          | 24,4 | 26,1 | 29,5 | 31,9 | 33,8 | 35,6 | 36,3 | 36,0 | 37,2 |
| 7   | Finlanda          | 29,2 | 29,2 | 30,1 | 32,8 | 34,5 | 34,2 | 35,1 | 35,2 | 36,1 |
| 8   | Spania            | 16,9 | 18,7 | 20,3 | 22,0 | 23,7 | 26,4 | 29,3 | 32,6 | 35,7 |
| 9   | Suedia            | 27,6 | 32,6 | 36,9 | 35,9 | 36,1 | 37,5 | 38,0 | 37,9 | 35,2 |
| 10  | Irlanda           | 10,9 | 15,3 | 16,5 | 17,6 | 18,7 | 26,0 | 28,8 | 30,2 | 33,7 |
| 11  | Portugalia        | 9,5  | 13,5 | 14,3 | 16,2 | 21,6 | 24,6 | 26,6 | 31,0 | 33,3 |
| 12  | Austria           | 17,1 | 20,0 | 18,1 | 19,2 | 26,1 | 31,3 | 31,5 | 34,6 | 33,2 |
| 13  | Slovacia          | 18,2 | 12,7 | 12,5 | 15,1 | 24,1 | 29,1 | 31,4 | 27,7 | 30,3 |
| 14  | Croația           | 19,0 | 22,2 | 19,9 | 21,6 | 17,2 | 27,0 | 26,2 | 23,4 | 27,6 |
| 15  | Lituania          | 16,5 | 14,3 | 14,3 | 14,3 | 10,8 | 12,0 | 14,3 | 22,3 | 24,5 |
| 16  | Polonia           | 14,6 | 19,4 | 18,8 | 20,1 | 21,0 | 23,5 | 22,8 | 24,7 | 24,2 |
| 17  | Grecia            | 8,9  | 9,8  | 9,1  | 11,3 | 9,1  | 10,3 | 13,0 | 19,6 | 24,0 |
| 18  | Slovenia          | 19,9 | 21,5 | 24,8 | 22,6 | 27,9 | 24,6 | 22,9 | 19,4 | 23,1 |
| 19  | Luxemburg         | 11,7 | 12,1 | 12,9 | 12,0 | 13,3 | 13,1 | 18,2 | 22,4 | 22,0 |
| 20  | Cehia             | 3,5  | 10,4 | 10,1 | 14,5 | 13,8 | 18,2 | 17,2 | 23,0 | 20,8 |
| 21  | Letonia           | 31,7 | 30,4 | 28,5 | 28,8 | 29,0 | 31,7 | 25,6 | 22,2 | 19,0 |
| 22  | România           | 11,0 | 11,8 | 10,1 | 11,0 | 11,0 | 12,6 | 12,8 | 17,5 | 17,7 |
| 23  | Malta             | 2,7  | 4,5  | 4,5  | 8,4  | 9,6  | 10,0 | 9,9  | 10,8 | 15,5 |
| 24  | Bulgaria          | 17,6 | 19,0 | 15,3 | 17,1 | 14,5 | 18,5 | 12,9 | 21,7 | 14,8 |
| 25  | Ungaria           | 11,8 | 17,8 | 12,3 | 14,5 | 14,9 | 12,9 | 9,9  | 9,4  | 10,4 |
| 26  | Estonia           | 7,1  | 8,1  | 8,8  | 7,4  | 8,0  | 9,4  | 8,8  | 9,1  | 10,3 |
| 27  | Cipru             | 9,3  | 9,0  | 10,8 | 10,4 | 11,9 | 9,4  | 11,5 | 8,5  | 10,2 |

| Loc | Țară                  | 2014 | 2015 | 2016 | 2017 | 2018 | 2019 | 2020 | 2021 | 2022 |
| --- | --------------------- | ---- | ---- | ---- | ---- | ---- | ---- | ---- | ---- | ---- |
| -   | Islanda               | 44,8 | 44,2 | 44,6 | 43,0 | 45,7 | 45,9 | 44,4 | 47,1 | 44,8 |
| -   | Norvegia              | 37,6 | 38,8 | 42,6 | 42,1 | 40,2 | 40,2 | 40,4 | 41,5 | 43,2 |
|     |                       |      |      |      |      |      |      |      |      |      |
| -   | Macedonia de Nord     | 23,6 | 21,1 | 21,7 | 23,0 | 19,7 | 16,7 | 21,3 | 21,0 | 23,7 |
| -   | Muntenegru            | N/A  | 18,3 | 23,3 | 25,0 | 22,4 | 21,1 | 15,3 | 20,3 | 22,4 |
| -   | Serbia                | 15,3 | 21,4 | 20,0 | 19,1 | 21,2 | 15,6 | 21,7 | 23,4 | 19,2 |
| -   | Turcia                | 8,7  | 10,4 | 12,6 | 13,4 | 15,3 | 18,1 | 17,5 | 18,0 | 17,3 |
|     |                       |      |      |      |      |      |      |      |      |      |
| -   | Bosnia și Herțegovina | N/A  | N/A  | N/A  | N/A  | 14,8 | 17,0 | 17,0 | 11,3 | 15,1 |

Sursa: Eurostat (online data code: sdg_05_60)